# Istanza (diritto)
Un'istanza è una richiesta agli organi amministrativi o giurisdizionali che riguarda il compimento di una determinata attività, nei limiti e nei modi prescritti dalla legge.
Si dicono procedimenti a istanza di parte quelli che vengono attivati dai cittadini e non dagli organi amministrativi. In alternativa il procedimento può essere avviato d'ufficio, ovvero su iniziativa della pubblica amministrazione.